# 鈴木雅人 (サッカー指導者)
鈴木 雅人（すずき まさと）は東京都八王子市出身のサッカー指導者。鹿島学園高等学校保健体育科教諭、サッカー部監督、女子サッカー部総監督。

## 経歴
帝京第三高校サッカー部出身。高校3年次に高校選手権山梨県予選の決勝戦まで進んだが決勝で韮崎高等学校に敗れ選手権への出場はならなかった。高校卒業後は指導者を志し東海大学に進学しコーチング理論を学んだ。
2001年に鹿島学園高校に保健体育科教員として赴任。その後サッカー部の監督として指導を始めた。2004年11月全国高等学校サッカー選手権大会茨城県大会で初優勝し第83回全国高等学校サッカー選手権大会に出場。以後第85回大会まで3大会連続で同選手権出場に導いた功績により、2007年に鹿嶋スポーツ功労賞を受賞した。
2008年には第12回国際ユースサッカーin新潟に出場するU-17日本代表チームにコーチのひとりとして参加した。同年度開催の第87回全国高等学校サッカー選手権大会では同校歴代最高のベスト4を経験した。
2016年4月からは同高校女子サッカー部の総監督も兼任するようになった。

## 指導歴
- 200X-2015, 2016- 鹿島学園高等学校サッカー部 監督
- 2008  U-17サッカー日本代表 コーチ（第12回国際ユースサッカーin新潟）
- 2016- 鹿島学園高等学校女子サッカー部 総監督

## 成績
- 全国高等学校総合体育大会サッカー競技大会出場: 7回（2003, 2007, 2008, 2010, 2014, 2016, 2017）
- 全国高等学校サッカー選手権大会出場: 8回（第83回、84回、85回、87回、89回、90回、91回、95回）
- 高円宮杯U-18サッカーリーグ プリンスリーグ関東参加: 2007-13、2017-[脚注 1]

## 文献
1. 1 2 3 4  第84回全国高校サッカー選手権大会 サッカー鹿島学園高 捲土重来で全国8強（PDF）市報かしま 第266号（2006.2.1） p.9
2. 1 2  ご報告 鹿島学園女子サッカー部 2016.4.16付エントリー
3. ↑  第83回全国高校サッカー選手権大会 鹿島学園が初の国立へ（PDF）市報かしま 第237号（2004.11.20） p. 3
4. ↑  私たちのまちづくり vol. 14 鹿嶋市体育協会 スポーツ先進のまちを目指して（PDF）市報かしま 第314号（2007.12.20）p. 6
5. ↑  第12回国際ユースサッカーIN新潟】U-17日本代表チームメンバー JFA公式サイト 2008.7.3
6. ↑  吉田太郎 ［選手権］ロスタイムFK弾!鹿島学園が初4強!（鹿島学園vs大津） ゲキサカ 2009.1.5
7. ↑  チームプロフィール-活動実績 鹿島学園サッカー部 2018.2.23 12:05 (UTC) 閲覧